# Astroblepus
Astroblepus es un género de "bagres" o peces gato del orden de los Siluriformes. Es el único género de la familia Astroblepidae. Son conocidos como "bagres desnudos con boca en ventosas"" o "peces gato escaladores".

## Distribución y hábitat
Estos peces se encuentran en las corrientes de agua caudalosas que descienden de los Andes, en América del Sur, y en Panamá.

## Descripción
Son relativamente pequeños, de longitud menor a los 15 cm, aunque la especie más grande alcanza los 30 cm (Astroblepus grixalvii). Estos peces tienen una boca succionadora, como ventosa, similar a la de los loricáriidos. Tienen dos pares de barbillas, maxilar y nasal. La espina de la aleta dorsal carece de un mecanismo de bloqueo. Estos peces también tienen odontoides (dientes pequeños sobre la piel). Todas las especies presentan en los radios de sus aletas, un tipo cónico, puntiagudo, como otros loricáriidos, pero tres especies también presentan un tipo romo, que solamente se encuentra sobre su tegumento.

## Ecología
Algunas especies son capaces de vivir hasta 3.500 m de altitud y subir por la corriente de las cascadas. Su capacidad para escalar proviene especialmente de sus aletas pélvicas muy desarrolladas, así como de su boca succionadora. En su hábitat tropical andino, las estaciones lluviosa y seca son extremas y los odontoides puede ayudar a detectar los alimentos, una pareja o la dirección del flujo de agua, así contribuyen a adherirse a las superficies. Se alimentan de invertebrados como la orugas y anélidos.

## Especies
Existen 58 especies reconocidas en este género:,
- Astroblepus ardilai Ardila Rodríguez, 2012
- Astroblepus boulengeri (Regan, 1904)
- Astroblepus brachycephalus (Günther, 1859)
- Astroblepus cacharas Ardila Rodríguez, 2011
- Astroblepus caquetae Fowler, 1943
- Astroblepus chapmani (Eigenmann, 1912)
- Astroblepus chimborazoi (Fowler, 1915)
- Astroblepus chotae (Regan, 1904)
- Astroblepus cirratus (Regan, 1912)
- Astroblepus cyclopus (Humboldt, 1805)
- Astroblepus eigenmanni (Regan, 1904)
- Astroblepus festae (Boulenger, 1898)
- Astroblepus fissidens (Regan, 1904)
- Astroblepus formosus Fowler, 1945
- Astroblepus frenatus Eigenmann, 1918
- Astroblepus grixalvii Humboldt, 1805
- Astroblepus guentheri (Boulenger, 1887)
- Astroblepus heterodon (Regan, 1908)
- Astroblepus homodon (Regan, 1904)
- Astroblepus jimenezae Ardila Rodríguez, 2013
- Astroblepus jurubidae Fowler, 1944
- Astroblepus labialis Pearson, 1937
- Astroblepus latidens Eigenmann, 1918
- Astroblepus longiceps Pearson, 1924
- Astroblepus longifilis (Steindachner, 1882)
- Astroblepus mancoi Eigenmann, 1928
- Astroblepus mariae (Fowler, 1919)
- Astroblepus marmoratus (Regan, 1904)
- Astroblepus martinezi Ardila Rodríguez, 2013
- Astroblepus micrescens Eigenmann, 1918
- Astroblepus mindoensis (Regan, 1916)
- Astroblepus nicefori Myers, 1932
- Astroblepus orientalis (Boulenger, 1903)
- Astroblepus peruanus (Steindachner, 1876)
- Astroblepus phelpsi Schultz, 1944
- Astroblepus pholeter Collette, 1962
- Astroblepus pirrensis (Meek y Hildebrand, 1913)
- Astroblepus praeliorum Allen, 1942
- Astroblepus prenadillus (Valenciennes, 1840)
- Astroblepus regani (Pellegrin, 1909)
- Astroblepus rengifoi Dahl, 1960
- Astroblepus retropinnus (Regan, 1908)
- Astroblepus riberae Cardona y Guerao, 1994
- Astroblepus rosei Eigenmann, 1922
- Astroblepus sabalo (Valenciennes, 1840)
- Astroblepus santanderensis Eigenmann, 1918
- Astroblepus simonsii (Regan, 1904)
- Astroblepus stuebeli (Wandolleck, 1916)
- Astroblepus supramollis Pearson, 1937
- Astroblepus taczanowskii (Boulenger, 1890)
- Astroblepus theresiae (Steindachner, 1907)
- Astroblepus trifasciatus (Eigenmann, 1912)
- Astroblepus ubidiai (Pellegrin, 1931)
- Astroblepus unifasciatus (Eigenmann, 1912)
- Astroblepus vaillanti (Regan, 1904)
- Astroblepus vanceae (Eigenmann, 1913)
- Astroblepus ventralis (Eigenmann, 1912)
- Astroblepus whymperi (Boulenger, 1890)